# Prévision de la demande
La prévision de la demande (à différencier de la prévision des ventes qui intègre les contraintes de production) est une démarche qui consiste à estimer la consommation des produits ou des services pour les périodes à venir. Elle permettra de planifier la production afin de réduire les délais de livraison et d'optimiser le niveau des stocks. La prévision de la demande est aussi une étape fondamentale de l'établissement d'un S&OP (plan industriel et commercial)  ou d'un plan d'affaires ("business model") pour étudier la viabilité économique d'un projet ou d'une entreprise. Les calculs des futures dépenses d'investissement et de fonctionnement ainsi que les futurs revenus attendus pendant la période étudiée sont directement reliés aux résultats de la prévision de la demande et la pertinence des indicateurs financiers dépend étroitement de la qualité des prévisions réalisées.
Il n'y a pas de méthode sure et fiable à 100 %. Les méthodes de prévision se basent soit sur des données historiques, on parlera de méthodes quantitatives, soit sur des appréciations ou des estimations, on parlera alors de méthodes qualitatives. Des méthodes mixtes ont été élaborées à partir de formules mathématiques basées sur l'analyse de la diffusion des produits et services, mais exigeant des estimations pour certains paramètres.

## Les méthodes quantitatives
- La Méthode quantitative simple
- La Méthode des moyennes mobiles glissantes
- La Méthode par extrapolation de la tendance
- La Méthode de décomposition en tendance, saisonnalité et facteur résiduel [2]
- La Méthode de lissage exponentiel (Lissage double de Brown, modèle de Holt, modèle de Holt-Winters)
- La Méthode de régression et corrélation par recherche de facteurs explicatifs
- Les méthodes d’Intelligence Artificielle [3] et de Machine Learning, et notamment de réseaux de neurones récurrents[4].

## Les méthodes qualitatives
- La méthode de sondage d’opinion (enquêtes auprès des vendeurs, distributeurs des produits)
- La méthode de comparaison (ou analogie historique. Prévision par comparaison avec des produits similaires vendus dans le passé) ;
- La méthode de Delphes (ou méthode Delphi)
- Les études de marché (analyse des marchés)

Les méthodes qualitatives sont nécessaires lorsque les méthodes quantitatives ne sont plus adaptées en raison d'un changement profond du contexte de la diffusion du produit ou du service étudié, ce qui fausse les tendances modélisées par ces méthodes quantitatives qui reposent seulement sur les données historiques. Les diffusions des services de la téléphonie mobile et de l'Internet lorsqu'ils étaient en phase de développement rapide sont des exemples bien connus de cas ne pouvant pas être étudiés par des modèles basés sur les données historiques.

## Les méthodes mixtes
Les méthodes mixtes sont à la fois quantitatives (elles utilisent des formules mathématiques basées permettant de modéliser la diffusion des produits et services) et qualitatives (certains paramètres de ces formules doivent être ajustés selon des méthodes qualitatives)
La méthode de la courbe de Bass est un exemple de méthode mixte. Frank Bass a établi un modèle de diffusion des produits et services d’innovation. (Voir "Un Modèle de Croissance de Nouveaux Produits Durables pour Consommateur", Frank Bass, 1969, Management Science, 15, 215-227)
Ce modèle a été utilisé avec satisfaction pour étudier la diffusion de différents types de produits et services.
La formule de la courbe de Bass est:
N(t) = N(t-1) + p  * (M - N(t-1) ) + q *  (N(t-1) /M) * (M-N(t-1) ))
N(t) = Nombre d'acheteurs du produit ou service considéré à l'année t
M = le potentiel du marché, c’est-à-dire le nombre total d’acheteurs potentiel du produit
p = le coefficient d’innovation ou de l’influence externe, caractérisant la probabilité que quelqu’un qui n’utilise pas encore le produit se mette à l’utiliser à cause de l’influence de la publicité, la notoriété du produit dans les médias et l’influence d’autres facteurs externes. Ce segment caractérise les usagers amateurs de nouveauté, influencés davantage par les caractéristiques du produit que par l’opinion de la majorité. Le nombre des nouveaux acheteurs de ce type est maximum au début, puis décroît régulièrement.
q = le coefficient d’imitation ou de l’influence interne, caractérisant la probabilité que quelqu’un qui n’utilise pas encore le produit se mette à l’utiliser à cause de l’influence de ceux qui utilisent déjà le produit et du « bouche à oreille ». Ce segment caractérise l’influence de ceux qui ont déjà adoptés le produit sur les autres. Le nombre des nouveaux abonnés de ce type est nul au début, puis augmente rapidement pour passer par un maximum, pour diminuer ensuite lorsqu’il y a de moins en moins de personnes non encore pourvues du nouveau produit et qu’on approche de la saturation.
La courbe de Bass peut être utilisée en gardant les valeurs standards des paramètres d'innovation (p = 0,03)et d'imitation (q= 0,38) ou avec des valeurs ajustées pour ces paramètres.